# Гварамия, Пётр Андреевич
Пётр Андреевич Гварамия (1907 год, село Теклати, Сенакский уезд, Кутаисская губерния, Российская империя — неизвестно, село Теклати, Цхакаевсский район, Грузинская ССР) — председатель колхоза имени Берия Теклатского сельсовета Цхакаевского района, Грузинская ССР. Герой Социалистического Труда (1948).

## Биография
Родился в 1907 году в крестьянской семье в селе Теклати Сенакского уезда (сегодня — Сенакский муниципалитет). Окончил местную сельскую школу. Трудился в сельском хозяйстве. Во время коллективизации вступил в колхоз имени Берия Цхакаевского района (с 1953 года — колхоз села Теклати Цхакаевского района). В послевоенные годы избран председателем этого же колхоза.
За короткое время восстановил довоенный уровень производства сельскохозяйственных продуктов. В 1947 году колхоз сдал государству в среднем с каждого гектара по 83,32 центнера кукурузы с площади 16 гектаров. Указом Президиума Верховного Совета СССР от 21 февраля 1948 года удостоен звания Героя Социалистического Труда за «получение в 1947 году высоких урожаев кукурузы и пшеницы» с вручением ордена Ленина и золотой медали «Серп и Молот» (№ 860).
Этим же указом званием Героя Социалистического Труда был награждены труженики колхоза имени Берия бригадиры Шалва Парнович Гварамия, Евгений Квиквиньевич Шаматава, звеньевые Отар Феофанович Гварамия, Баграт Петрович Гвичия, Константин Филиппович Джиджелава, Дмитрий Николаевич Кварцхава, Юлон Максимович Квирквелия.
После выхода на пенсию проживал в родном селе Теклати Цхакаевского района. С 1969 года — персональный пенсионер союзного значения. Дата смерти не установлена.